# Bohuslavice nad Vláří
Pour les articles homonymes, voir Bohuslavice.
Bohuslavice nad Vláří' (jusqu'en 1960 : Bohuslavice ; en allemand : Bohuslawitz, de 1939 à 1945 : Bohuslawitz am Wlarapaß) est une commune du district et de la région de Zlín, en République tchèque. Sa population s'élevait à 370 habitants en 2020.

## Géographie
Bohuslavice nad Vláří est arrosée par la rivière Vlára et se trouve à 4 km à l'est de Slavičín, à 25 km au sud-sud-est de Zlín, à 97 km à l'est-sud-est de Brno et à 275 km au sud-est de Prague.
La commune est limitée par Vlachovice au nord, par Štítná nad Vláří-Popov à l'est, par Jestřabí au sud et par Slavičín à l'ouest.

## Histoire
La première mention écrite du village date de 1365.

## Transports
Par la route, Bohuslavice nad Vláří se trouve à 6 km de Slavičín, à 35 km de Zlín, à 116 km de Brno et à 322 km de Prague.